# Pleurothallis sanluisii
Pleurothallis sanluisii är en orkidéart som beskrevs av Ernesto Foldats. Pleurothallis sanluisii ingår i släktet Pleurothallis och familjen orkidéer. Inga underarter finns listade i Catalogue of Life.